# Woman (canción de Doja Cat)
«Woman» es una canción de la rapera y cantante estadounidense Doja Cat de su tercer álbum de estudio Planet Her (2021). Se lanzó como el cuarto sencillo del álbum el 24 de junio de 2021. Tras el lanzamiento del álbum, ha entrado en varias listas musicales.
La canción alcanzó el #7 en el Billboard hot 100 de los Estados Unidos convirtiendo a Planet Her en el primer álbum por una rapera con tres sencillos en el top 10 de esa lista

## Composición
«Woman» es «una oda empoderadora y descarada a la feminidad y la diversidad femenina» que también explora los pensamientos, las emociones y las aflicciones de ser mujer. Una canción afrobeat brillante, sexy y enérgica, fue coescrita por el rapero estadounidense Jidenna, quien también proporciona voz de fondo a la pista. En la letra, Doja Cat también detalla cómo el patriarcado a menudo intenta crear competencia poniendo a las mujeres entre sí, y por lo tanto hace una referencia a Regina George de Mean Girls (2004). Los críticos compararon su entrega vocal en la pista con la de Rihanna (a quien menciona en la canción), y su entrega de rap grave» con la de Kendrick Lamar y Anderson.Paak.
«Woman» está impulsada por tambores de acero que rebotan y un bajo vibrante.

## Recepción de la crítica
Rosemary Akpan de Exclaim! escribió que «al estilo típico de Doja, todavía es capaz de ofrecer sus habituales compases ingeniosos, complementados con un estribillo pegadizo».

## Posicionamiento en listas
| Listas (2021)                             | Mejor posición |
| ----------------------------------------- | -------------- |
| Argentina (Argentina Hot 100)             | 77             |
| Australia (ARIA)                          | 17             |
| Austria (Ö3 Austria Top 40)               | 17             |
| Bélgica (Flandes) (Ultratop 50)           | 42             |
| Bélgica (Valonia) (Ultratop 50)           | 21             |
| Canadá (Canadian Hot 100)                 | 29             |
| República Checa (Singles Digitál Top 100) | 13             |
| Dinamarca (Tracklisten)                   | 9              |
| Finlandia (OFC)                           | 17             |
| Francia (SNEP)                            | 10             |
| Alemania (Offizielle Deutsche Charts)     | 18             |
| Global 200 (Billboard)                    | 13             |
| Grecia (IFPI)                             | 5              |
| Hungría (Single Top 40)                   | 27             |
| Hungría (Stream Top 40)                   | 17             |
| India (IMI)                               | 5              |
| Irlanda (IRMA)                            | 12             |
| Italia (FIMI)                             | 59             |
| Lituania (AGATA)                          | 7              |
| Malasia (RIM)                             | 12             |
| Países Bajos (Dutch Top 40)               | 34             |
| Países Bajos (Mega Single Top 100)        | 12             |
| Nueva Zelanda (Recorded Music NZ)         | 9              |
| Noruega (VG-lista)                        | 20             |
| Portugal (AFP)                            | 6              |
| Singapur (RIAS)                           | 8              |
| Eslovaquia (Singles Digitál Top 100)      | 11             |
| Sudáfrica (RISA)                          | 28             |
| España (Top 100 Canciones)                | 79             |
| Suecia (Sverigetopplistan)                | 45             |
| Suiza (Schweizer Hitparade)               | 7              |
| Reino Unido (UK Singles Chart)            | 14             |
| Estados Unidos (Billboard Hot 100)        | 7              |
| Estados Unidos (Hot R&B/Hip-Hop Songs)    | 20             |
| Estados Unidos (Rolling Stone Top 100)    | 39             |

## Historial de lanzamientos
| Región | Fecha                | Formato(s)                   | Etiquetas) | Ref.   |
| ------ | -------------------- | ---------------------------- | ---------- | ------ |
| Italia | 1 de octubre de 2021 | Radio de éxito contemporáneo | Sony Italy | [ 47 ] |